# Starshield (satellite)
Starshield est une constellation de satellites militaires américains développée par une unité dédiée de la société SpaceX pour répondre aux besoins de l'agence de renseignement NRO et du Département de la Défense des États-Unis. L'architecture (y compris le segment sol) dérive directement de la méga constellation Starlink développée par la même société. Elle se différencie par des liaisons avec le sol mieux sécurisés et des charges utiles adaptées aux besoins des militaires : imagerie spatiale, télécommunications, ... Le déploiement des premiers satellites opérationnels a débuté en 2024.  

## Historique
En décembre 2022, la société américaine SpaceX annonce le développement d'une nouvelle constellation de satellites, baptisée Starshield, destinée à couvrir les besoins des services de renseignement et militaires américains tout en reprenant l'architecture de la constellation Starlink à usage civil. En 2021 l'agence de renseignement américaine NRO a signé un contrat de 1,8 milliard US$ avec SpaceX pour la fourniture de plusieurs centaines de satellites de reconnaissance Starshield. De son côté le Département de la Défense des États-Unis utilise pour les communications militaires le système Starlink développé pour couvrir des besoins civils. En juin 2024 les militaires américains décident de passer commande d'au moins 100 satellites Starshield sous réserve de disposer l'accord budgétaire du Congrès.

## Caractéristiques techniques
Peu d'informations sont disponibles sur les satellites déployés. Ces satellites utilisent la plateforme des satellites Starlink et disposent de liaisons intersatellites laser. Plusieurs types de charge utile peuvent être embarquées pour répondre par exemple à des besoins d'imagerie optique (reconnaissance) ou de télécommunications. Le terminal utilisateur est identique à celui des Starlink. 

## Déploiement
| Désignation    | Date lancement   | Nbre satellites | Donneur d'ordre | Charge utile       | Orbite | Autre caractéristique                                                                        |
| -------------- | ---------------- | --------------- | --------------- | ------------------ | ------ | -------------------------------------------------------------------------------------------- |
| USA 320 à 323  | 13 janvier 2022  | 4               | NRO             | Imagerie optique ? |        | Prototypes                                                                                   |
| USA 328 à 331  | 10 juin 2022     | 4               | NRO             | Imagerie optique ? |        | Prototypes                                                                                   |
| USA 350 à 351  | 19 mars 2024     | 4               | NRO             | Imagerie optique ? |        | Prototypes                                                                                   |
| USA 354 à 374  | 22 mai 2024      | 21              | NRO             | Imagerie optique ? |        | Satellites opérationnels                                                                     |
| USA 375 à 395  | 29 juin 2024     | 21              | NRO             | Imagerie optique ? |        | Satellites opérationnels                                                                     |
| USA 400 à 420  | 6 septembre 2024 | 21              | NRO             | Imagerie optique ? |        | Satellites opérationnels                                                                     |
| USA 421 à 437  | 24 octobre 2024  | 17              | NRO             | Imagerie optique ? |        | Satellites opérationnels                                                                     |
| USA 438 et 439 | 30 novembre 2024 | 2               | NRO             | Imagerie optique ? |        | Satellites opérationnels. Charge utile secondaire d'un vol emportant des satellites Starlink |